# Episema unicolor
Episema unicolor là một loài bướm đêm trong họ Noctuidae.